# Baskilowanie
Baskilowanie – łukowate wygięcie konia nad przeszkodą. Koń o lepszym baskilowaniu skacze wydajniej, gdyż wykorzystuje siłę całej muskulatury.
Przeszkoda szeroka z równolegle ułożonymi drągami jest idealną przeszkodą do uczenia konia prawidłowego baskilowania. Im węższy okser, tym szybciej koń musi baskilować.